# Лебедев, Валентин Григорьевич
Валентин Григорьевич Лебедев (9 сентября 1911, Виннипег ― 9 сентября 1971, Саратов) ― советский учёный и педагог. Доктор географических наук, профессор. Ректор Саратовского государственного университета имени Н. Г. Чернышевского в 1965―1969 годах.

## Биография
Родился 9 сентября 1911 года в городе Виннипег, Канада, в семье эмигрантов из России. В 1929 году окончил среднюю школу в Ростове-на-Дону. В 1937 году с отличием окончил Географический факультет Московского государственного университета, а затем и аспирантуру в нём. В мае 1940 года, бывший ранее ассистентом профессора А. А. Борзова, защитил кандидатскую диссертацию на тему: «Основные черты развития рельефа северной части бассейна реки Оки». В 1940―1952 гг. занимался поисково-разведочными работами месторождений золота и других полезных ископаемых в Сибири. В 1950-х годах преподавал в Черновицком университете, а также работал в качестве советника ректора в Пекинском университете (КНР). С 1960 года и до конца жизни работал в Саратовском государственном университете им. Н. Г. Чернышевского, заведовал кафедрой геоморфологии и геодезии и одновременно был деканом географического факультета. В 1965―1969 гг. ― ректор университета.
Избирался депутатом Верховного Совета РСФСР 7-го созыва, а также был депутатом Саратовского городского Совета депутатов трудящихся, председателем Саратовской областной организации общества «Знание», возглавлял головной совет по географии и метеорологии МВ И ССО РСФСР.
В 1967 году был избран почётным доктором Братиславского университета им. Яна Амоса Каменского.
Валентин Григорьевич Лебедев был одним из первых геоморфологов страны, который включился в поиски и разведку полезных ископаемых. Саратовский период работы был наиболее ярким и плодотворным в его научной, педагогической и общественной деятельности: тогда он организовал ряд комплексных исследований природных условий Поволжья. В частности, им был подготовлен учебно-справочный атлас по природным условиям и естественным ресурсам Саратовской области. Был автором более 49 статей, монографий и учебных пособий.
Скончался 9 сентября 1971 г. в Саратове в день своего шестидесятилетия.